# 籠州
籠州（ろうしゅう）は、中国にかつて存在した州。唐代に現在の広西チワン族自治区崇左市一帯に設置された。
638年（貞観12年）、唐の清平公李弘節が龔州大同県の龔固興を派遣して当地の少数民族を帰順させると、籠州が置かれた。742年（天宝元年）、籠州は扶南郡と改称された。758年（乾元元年）、扶南郡は籠州の称にもどされた。籠州は嶺南道の安南都護府に属し、武勒・武礼・羅籠・扶南・竜額・武観・武江の7県を管轄した。